# كاري بيرك
كاري بيرك (بالإنجليزية: Carrie Berk)‏ هي كاتِبة أمريكية، ولدت في 2003.